# An Appetite for Wonder: The Making of a Scientist
An Appetite for Wonder: The Making of a Scientist (« Un appétit pour le merveilleux : la fabrication d'un scientifique ») est le premier tome d'un mémoire autobiographique du biologiste Richard Dawkins. Le livre a été publié au Royaume-Uni et aux États-Unis le 24 septembre 2013.
Le livre décrit l'enfance et l'adolescence de Dawkins, puis la période allant jusqu'à l'écriture de son ouvrage intitulé Le Gène égoïste,. Un second volume, Brief Candle in the Dark: My Life in Science, a été publié en septembre 2015 et décrit la suite de son parcours.